# Anthony Ashley Cooper, primer conde de Shaftesbury
Anthony Ashley Cooper, I Conde de Shaftesbury (22 de julio de 1621 – 21 de enero de 1683), llamado Anthony Ashley Cooper entre 1621 a 1631, y Sir Anthony Ashley Cooper, 2nd Baronet desde 1631 a 1661, y Lord Ashley desde 1661 a 1672, fue un prominente político de Inglaterra durante el interregno inglés y durante el reinado de Carlos II. Fundador del partido Whig, se lo recuerda como patrocinador de John Locke.
Anthony Ashley Cooper nace en 1621 y a la edad de ocho años sus dos padres han fallecido. Fue educado por Edward Tooker y otros guardianes mencionados en el testamento de su padre, antes de concurrir al Exeter College y la Lincoln's Inn. Luego de contraer casamiento con la hija de Thomas Coventry, 1.er Barón de Coventry, en 1639, el patronazgo de Coventry le permitió a Cooper acceder a un cargo en el Parlamento corto, aunque Cooper perdió una elección reñida por una plaza en el Parlamento largo. Durante la Revolución inglesa, Cooper inicialmente luchó como Royalist, antes de cruzarse al lado Parlamentario en 1644. Durante el interregno inglés, se desempeñó en el English Council of State bajo Oliver Cromwell, aunque se opuso al intento de Cromwell de gobernar sin el parlamento durante el gobierno de los Major-Generals. También se opuso al extremismo religioso de los quintomonarquistas durante el Parlamento de Barebone.
Como miembro del Consejo de Estado, Cooper se opuso a los intentos del New Model Army de gobernar el país luego de la caída de Richard Cromwell, y promovió la marcha de Sir George Monck sobre Londres. Cooper fue miembro del Convention Parliament de 1660, que decide restaurar la monarquía inglesa, y Cooper fue uno de los doce miembros del parlamento que viajaron a los Países Bajos para invitar al rey Carlos II a que regresara a Inglaterra. Poco antes de su coronación, Carlos lo nombró "Lord", de forma tal que cuando el Cavalier Parliament se reunió en 1661 Cooper se mudó de la Cámara de los Comunes a la Cámara de los Lores. Fue Chancellor of the Exchequer, 1661–1672. Durante el ministerio del Edward Hyde, Primer duque de Clarendon, Shaftesbury se opuso a la imposición del Código Clarendon y apoyó la Declaración de Indulgencia de Carlos II (1662), la que el rey finalmente se vio obligado a retirar. Luego de la caída de Clarendon, Ashley fue uno de los miembros del denominado Cabal Ministry, siendo Lord Chancellor entre 1672–1673. Fue designado conde de Shaftesbury en 1672. Durante este período, John Locke pasó a trabajar con Ashley. Ashley se interesó en las empresas coloniales y fue uno de los propietarios de la Provincia de Carolina; en 1669, Ashley y Locke colaboraron en la redacción de Fundamental Constitutions of Carolina. Hacia 1673, Ashley estaba preocupado porque el sucesor al trono, Jacobo Duque de York, en secreto era católico.
Luego que concluyera el Cabal Ministry, Shaftesbury pasa a ser el líder de la oposición a las políticas promovidas por Thomas Osborne, duque de Danby. Danby estaba a favor de una interpretación estricta de las leyes penales, obligando a pertenecer a la Iglesia de Inglaterra. Shaftesbury, que simpatizaba con los inconformistas protestantes, durante un lapso breve trabajó con el Duque de York, que se oponía a obligar cumplir con las leyes penales contra los recusantes católicos. Sin embargo para 1675, Shaftesbury estaba convencido de que Danby, ayudado por los Obispos de la Iglesia de Inglaterra, estaba determinado a transformar Inglaterra en una monarquía absoluta, y pronto pasó a considerar las inclinaciones religiosas del propio Duque de York como relacionadas con este tema. Se opuso al crecimiento de "popery and arbitrary government", durante los finales de la década de 1670 Shaftesbury argumentó en favor de parlamentos frecuentes (pasó algún tiempo en la Torre de Londres, 1677–1678 por defender este punto de vista) y sostuvo que la nación necesitaba protección de un potencial sucesor católico del rey Carlos II. Durante la crisis de la exclusión, Shaftesbury fue un promotor explícito de la Exclusion Bill, aunque también apoya otras propuestas que podrían haber evitado que el Duque de York se convirtiera en rey, tales como que Carlos II se casara nuevamente con una princesa protestante y engendraran un vástago protestante sucesor al trono, o legitimar el hijo protestante ilegítimo de Carlos II hijo del Duque de Monmouth. El partido Whig nace durante la Exclusión Crisis, y Shaftesbury fue uno de los líderes más prominentes del partido.